# Ostuni (vino)
L'Ostuni è una DOC riservata ad alcuni vini la cui produzione è consentita nelle provincia di Brindisi.

## Tipologie

### tipologia
| uvaggio                        |             |
| titolo alcolometrico minimo    | xx,xx% vol. |
| acidità totale minima          | xx g/l.     |
| estratto secco minimo          | xx,00 g/l   |
| resa massima di uva per ettaro | xxx q.      |
| resa massima di uva in vino    | xx %        |